# Бенюв (Любуське воєводство)
Бенюв (пол. Bieniów, нім. Benau) — село в Польщі, у гміні Жари Жарського повіту Любуського воєводства.
Населення — 864 особи (2011).
У 1975-1998 роках село належало до Зеленогурського воєводства.

## Демографія
Демографічна структура станом на 31 березня 2011 року:
|          | Загалом | Допрацездатний вік | Працездатний вік | Постпрацездатний вік |
| -------- | ------- | ------------------ | ---------------- | -------------------- |
| Чоловіки | 433     | 98                 | 303              | 32                   |
| Жінки    | 431     | 99                 | 249              | 83                   |
| Разом    | 864     | 197                | 552              | 115                  |